# Drugi rząd Mariano Rajoya
Drugi rząd Mariano Rajoya – rząd Królestwa Hiszpanii funkcjonujący od 4 listopada 2016 do 7 czerwca 2018.
Gabinet zastąpił pierwszy rząd lidera Partii Ludowej Mariano Rajoya, powołany 22 grudnia 2011. Po wyborach z grudnia 2015 niemożliwe okazało się wyłonienie przez Kongres Deputowanych premiera, co doprowadziło do kryzysu rządowego. Po przedterminowych wyborach z czerwca 2016 Mariano Rajoy przyjął misję powołania nowego gabinetu, doprowadzając do podpisania porozumienia z partią Obywatele w sprawie poparcia jego kandydatury i zapewniając sobie głos posła Koalicji Kanaryjskiej. Żadne z pozostałych ugrupowań nie zgodziło się jednak wstrzymać od głosu nad wotum zaufania. Uniemożliwiło to uzyskanie przynajmniej zwykłej większości głosów wymaganej w drugim głosowaniu – w obu za powołaniem Mariano Rajoya na premiera opowiedziało się po 170 deputowanych, a przeciw zagłosowało po 180 posłów. Przeciągający się pat polityczny doprowadził do kryzysu wewnątrz opozycyjnych socjalistów, zakończonego rezygnacją ich lidera Pedra Sáncheza. Tymczasowe władze PSOE opowiedziały się za umożliwieniem Mariano Rajoyowi sformowania nowego rządu. Procedura powołania przywódcy ludowców na premiera została ponowiona. Trzecie głosowanie, w którym wymagana była większość bezwzględna, zakończyło się takim samym wynikiem jak poprzednie. 29 października 2016 w czwartym głosowaniu większość (68) posłów PSOE wstrzymała się od głosu zgodnie z wprowadzoną partyjną dyscypliną. Mariano Rajoy otrzymał 170 głosów za przy 111 głosach przeciw, uzyskując wymaganą zwykłą większość dla zapewnienia sobie wyboru.
3 listopada 2016 ogłosił skład swojego nowego gabinetu, którego członkowie zostali zaprzysiężeni następnego dnia.
W maju 2018 zapadł wyrok w sprawie caso Gürtel, w wyniku tego postępowania skazano blisko 30 polityków i związanych z ludowcami biznesmenów, którym zarzucono m.in. fałszerstwa i pranie brudnych pieniędzy. Jednocześnie Partia Ludowa została ukarana za czerpanie korzyści z korupcji. Socjaliści złożyli wówczas wniosek o konstruktywne wotum nieufności, proponując na premiera swojego lidera Pedra Sáncheza. Wniosek ten poparła koalicja ugrupowań lewicowych, komunistycznych i ekologicznych skupionych wokół partii Podemos, a także baskijscy i katalońscy nacjonaliści. Wniosek o wotum nieufności przeszedł 1 czerwca 2018 – stosunkiem 180 do 169 głosów Mariano Rajoy został odwołany z funkcji premiera.
Nowy premier został zaprzysiężony następnego dnia. Pozostali ministrowie urzędowali do 7 czerwca 2018, gdy nominacje odebrali członkowie rządu Pedra Sáncheza.

## Skład rządu
| Stanowisko                                                      | Minister                                                           |
| --------------------------------------------------------------- | ------------------------------------------------------------------ |
| Premier                                                         | Mariano Rajoy                                                      |
| Wicepremier, szef kancelarii premiera                           | Soraya Sáenz de Santamaría                                         |
| Minister spraw zagranicznych i kooperacji                       | Alfonso Dastis                                                     |
| Minister sprawiedliwości                                        | Rafael Catalá Polo                                                 |
| Minister obrony                                                 | María Dolores de Cospedal                                          |
| Minister finansów i służb publicznych                           | Cristóbal Montoro                                                  |
| Minister spraw wewnętrznych                                     | Juan Ignacio Zoido                                                 |
| Minister rozwoju                                                | Íñigo de la Serna                                                  |
| Minister edukacji, kultury i sportu oraz rzecznik prasowy rządu | Íñigo Méndez de Vigo                                               |
| Minister pracy i opieki społecznej                              | Fátima Báñez                                                       |
| Minister energii, turystyki i cyfryzacji                        | Álvaro Nadal                                                       |
| Minister rolnictwa, rybołówstwa, żywności i środowiska          | Isabel García Tejerina                                             |
| Minister gospodarki, przemysłu i konkurencyjności               | Luis de Guindos (do 8 marca 2018) Román Escolano (od 8 marca 2018) |
| Minister zdrowia, służb społecznych i równości                  | Dolors Montserrat                                                  |